# Saxifraga x prudhommei
Saxifraga x prudhommei es una planta herbácea de la familia de las saxifragáceas.
Es un híbrido compuesto por las especies Saxifraga granulata y Saxifraga intricata.

## Taxonomía
Saxifraga x prudhommei fue descrita por Pierre Aubin y publicado en Bull. Mens. Soc. Linn. Soc. Bot. Lyon 56: 15 1987.
Etimología
Saxifraga: nombre genérico que viene del latín saxum, ("piedra") y frangere, ("romper, quebrar"). Estas plantas se llaman así por su capacidad, según los antiguos, de romper las piedras con sus fuertes raíces. Así lo afirmaba Plinio, por ejemplo.
prudhommei: epíteto